# Riutansaari (ö i Södra Karelen)
Riutansaari är en ö i Finland. Den ligger i sjön Saimen och i kommunen Taipalsaari i den ekonomiska regionen  Villmanstrands ekonomiska region  och landskapet Södra Karelen, i den södra delen av landet, 200 km nordost om huvudstaden Helsingfors. Öns area är 6,2 hektar och dess största längd är 390 meter i öst-västlig riktning.